# Wiener Höhenstraße

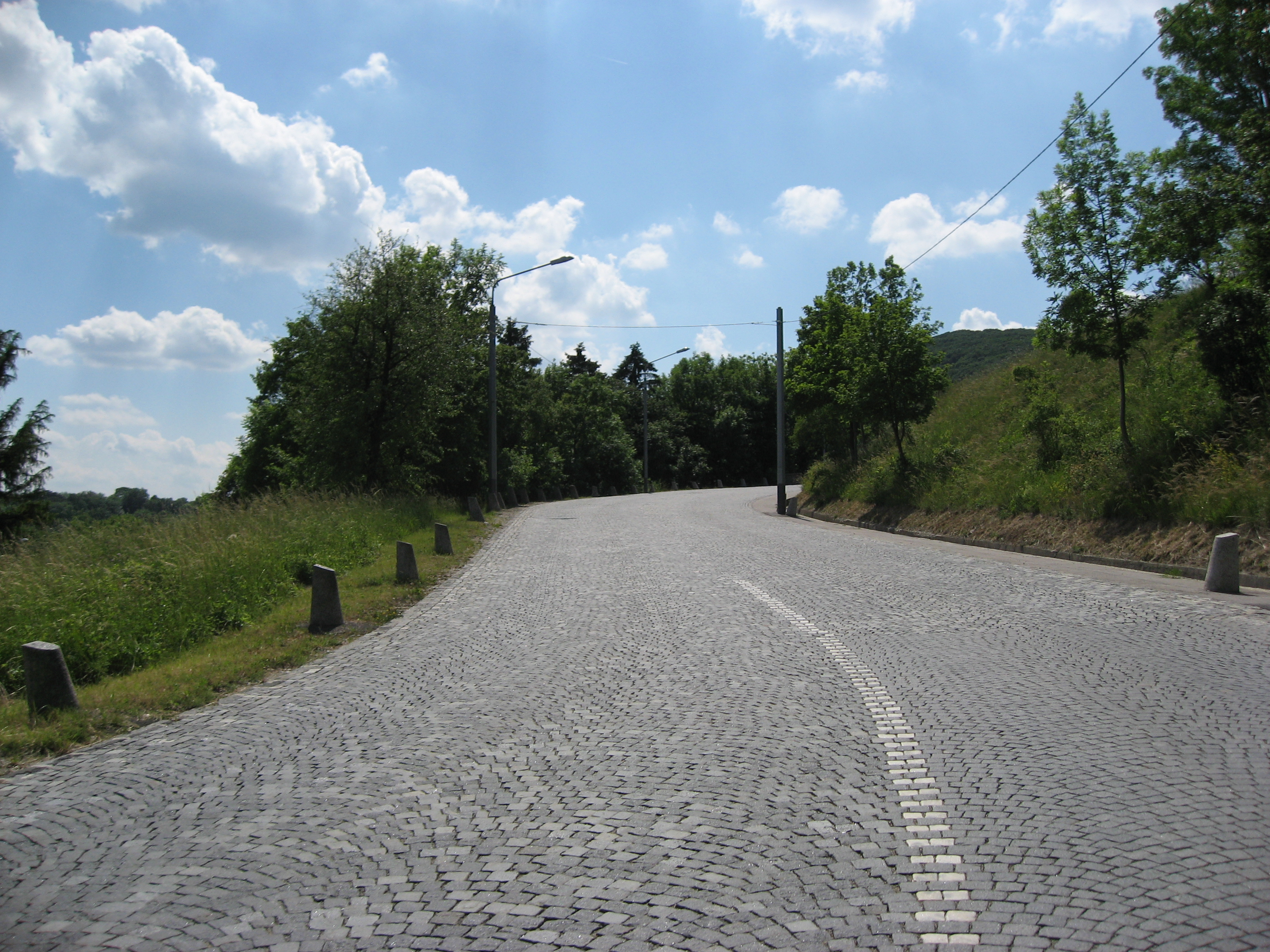
Die Höhenstraße zwischen Cobenzl und Kahlenberg

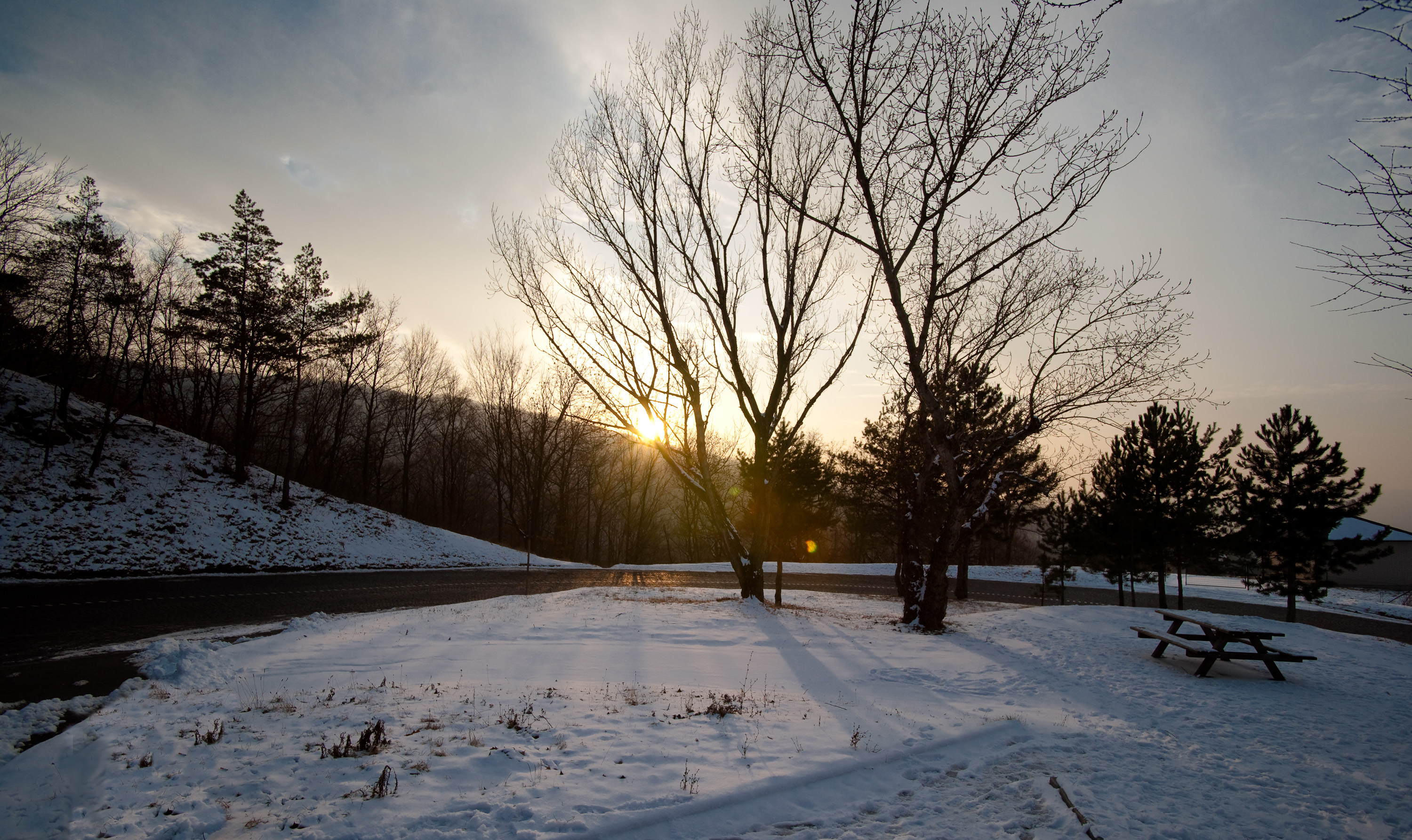
Das 1940 errichtete Teilstück Kahlenberg – Klosterneuburg

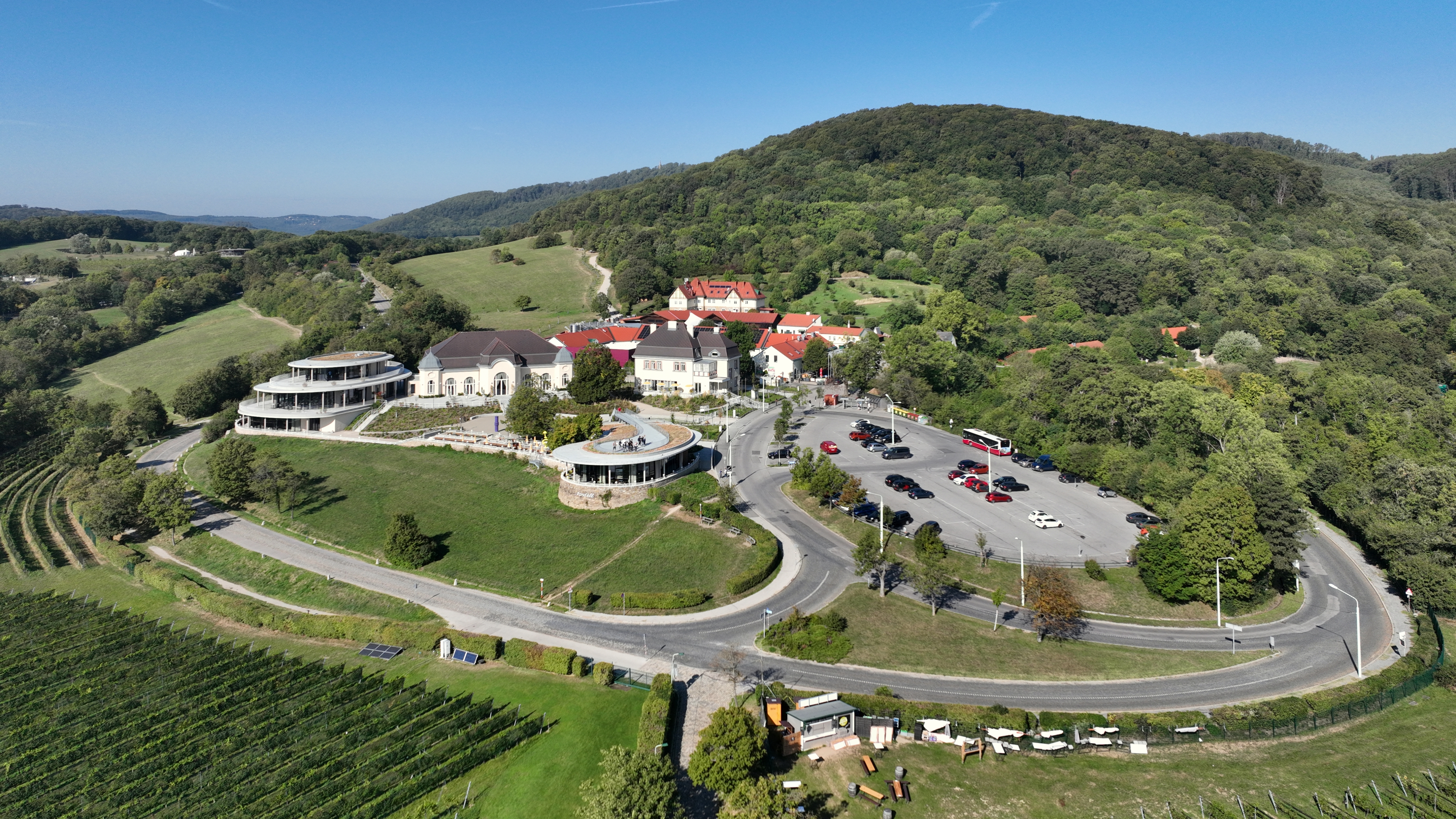
Die Höhenstraße im Bereich des Cobenzls

Verlauf der Höhenstraße mit den wichtigsten Abzweigungen und Abschnitten

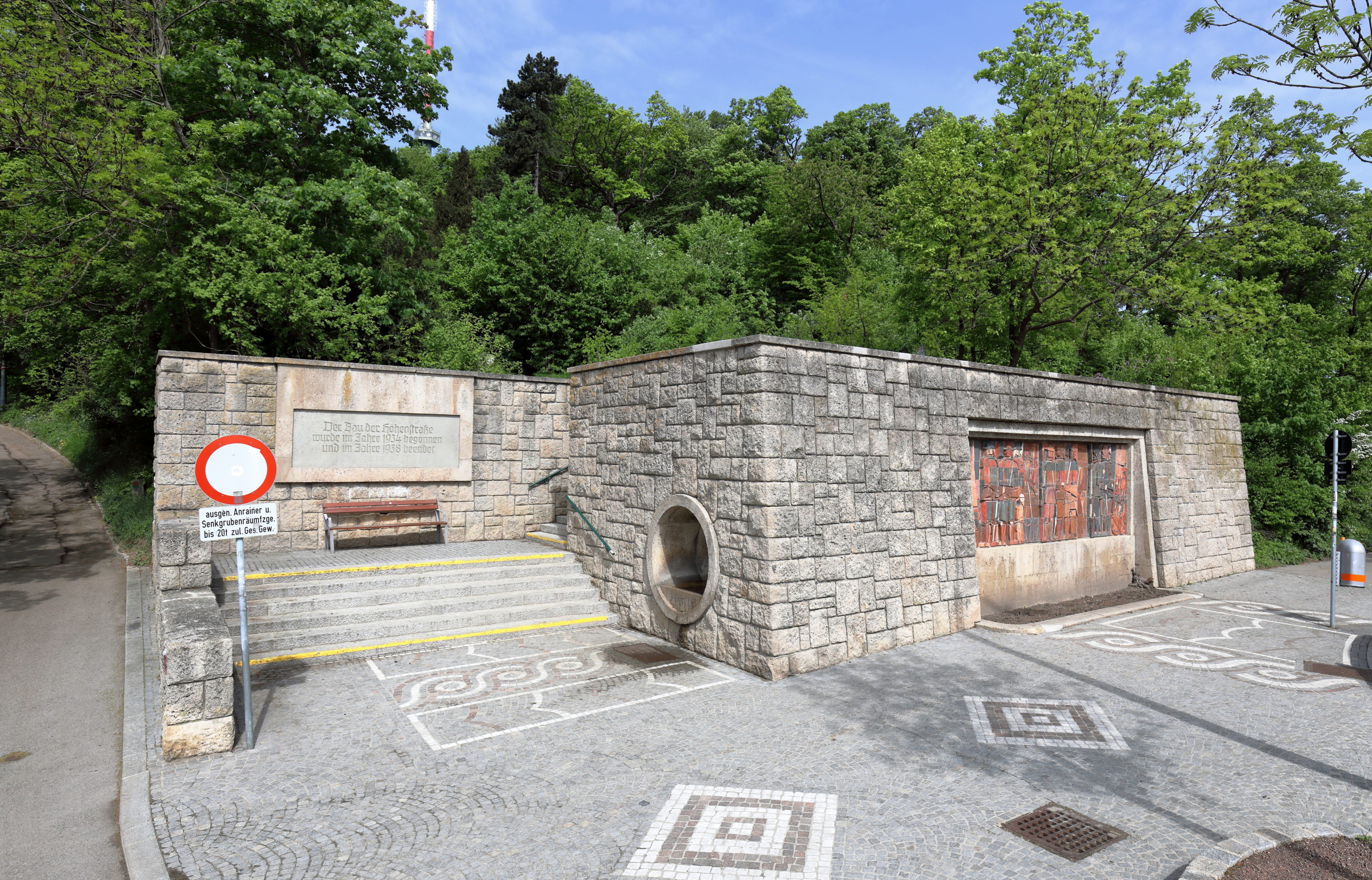
Die „Gedenkanlage“ am höchsten Punkt (Kahlenberg) der Höhenstraße

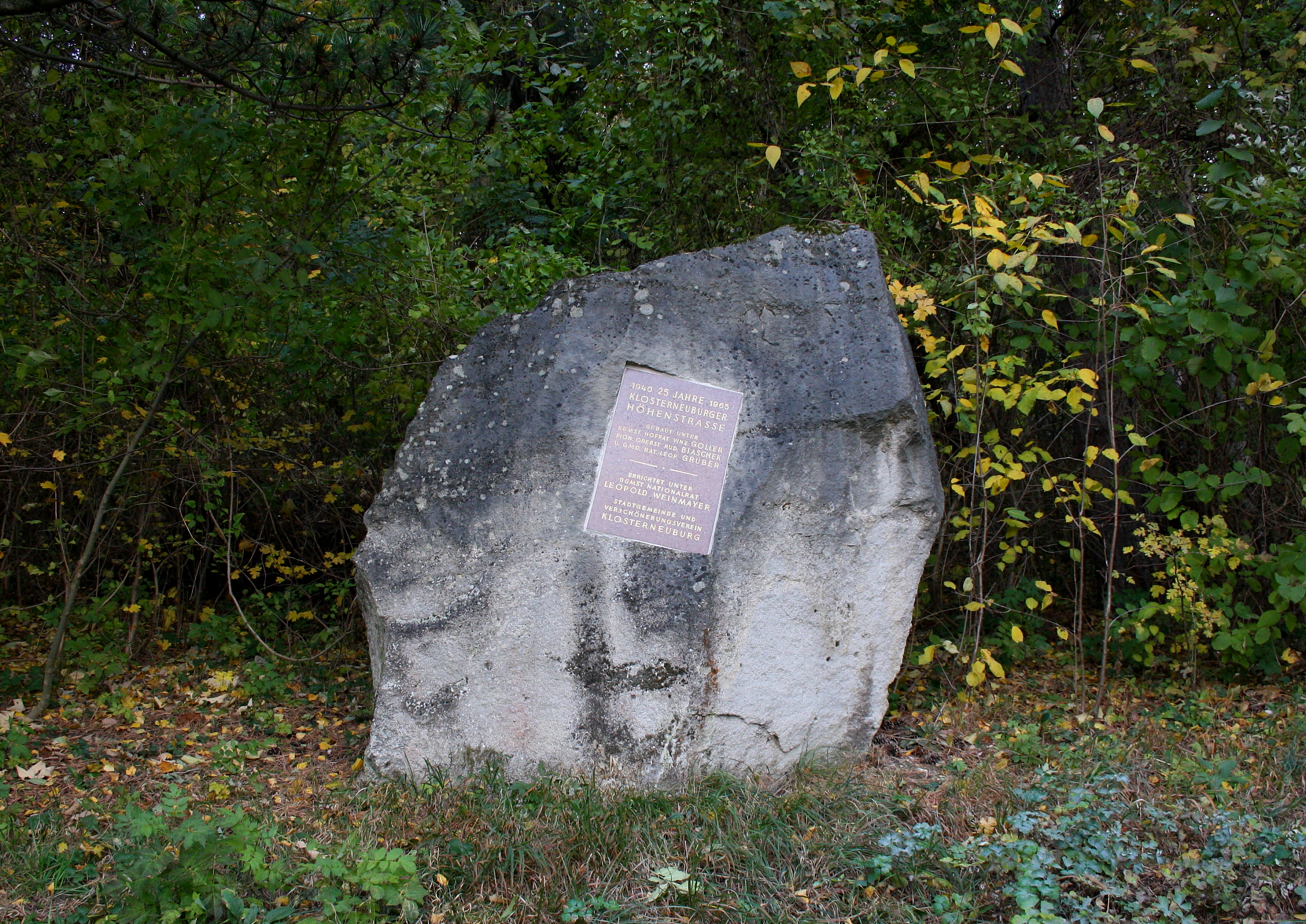
Gedenkstein anlässlich 25 Jahre Bau der Klosterneuburger Höhenstraße

Die Wiener Höhenstraße ist eine Aussichtsstraße am Stadtrand durch den Wienerwald über die Berghänge im Westen von Wien.

## Verlauf
Sie beginnt bei der Neuwaldegger Straße nahe der Marswiese (17. Bezirk) und führt über den Dreimarkstein, Hermannskogel, Cobenzl (Latisberg/Reisenberg) und Kahlenberg zur Endstelle am Leopoldsberg (19. Bezirk). Im Quellbereich des Schreiberbaches benützt die Höhenstraße die Trasse der 1923 erloschenen Kahlenbergbahn. Mit 14,8 Kilometern ist dies die längste Gemeindestraße in Wien.
Oft wird umgangssprachlich die Verbindung von Hütteldorf (14. Bezirk) über den Schottenhof zur Marswiese (Straßenzug Hüttelbergstraße – Amundsenstraße – Neuwaldegger Straße) zur Höhenstraße hinzugezählt, sie bestand jedoch schon früher.
Das 1940 errichtete Teilstück von der Abzweigung nächst Josefinenhütte, die zwischen Kahlenberg und Leopoldsberg liegt, nach Klosterneuburg wird offiziell als Klosterneuburger Höhenstraße bezeichnet. Es befindet sich fast gänzlich auf niederösterreichischem Gebiet. Nach Niederösterreich führen die verlängerte Sieveringer Straße nach Weidling in Klosterneuburg und die am Beginn bei Neuwaldegg abgehende Exelbergstraße (außerhalb von Wien Tullner Straße genannt) über den Exelberg nach Tulbing und weiter nach Tulln.
Von der Wiener Seite münden in die Höhenstraße neben einigen Nebenstraßen die Neuwaldegger Straße von Neuwaldegg und Dornbach, die Keylwerthgasse von Salmannsdorf und Neustift am Walde, die Sieveringer Straße von Sievering und Döbling und die Cobenzlgasse von Grinzing und Heiligenstadt kommend ein.
Die gesamte Höhenstraße wird für den Linienbusverkehr genutzt, aber nicht durchgehend befahren. Die Linie 38A führt vom Bahnhof Heiligenstadt aus über Grinzing zum Cobenzl und von dort über die Höhenstraße weiter zum Kahlenberg und zum Leopoldsberg. Von Neuwaldegg aus befahren die Busse der Linie 43A die Höhenstraße bis zum Cobenzl, ab der Oberen Waldandacht mit eingeschränktem und saisonabhängigen Fahrplan. Die Linie 43B, die Neustift am Walde und Hütteldorf verbindet, nutzt die Höhenstraße zwischen Keylwerthgasse und Neuwaldegger Straße.

## Geschichte
Aufgrund der geplanten Stadterweiterung wurde 1892 ein Wettbewerb zur Konzeption des neuen Stadtgebietes ausgeschrieben, in dem auch formuliert war, vorhandene Wälder möglichst zu schonen. Eugen Fassbender erhielt für seinen „Generalregulierungsplan von Wien“ den zweiten Preis. Das darin mit wenig Rücksicht auf bestehende Bauten vorgesehene ringförmige Straßennetz mit zahlreichen Radialstraßen bis in die Innere Stadt für eine riesige Stadt von 600 km² (damals 177 km², jetzt nach 1954 414 km²) bei erwarteten 4 Mio. Einwohnern wurde nie umgesetzt. Darin vorgesehen war auch, einen der Ringe mit 750 m Breite in etwa 5 km Entfernung von der Stadtmitte nicht zu verbauen, sondern als begrünten „Volksring“ der Bevölkerung als Naherholungsgebiet zur Verfügung zu stellen. Diese einzelne Idee wurde später von Heinrich Goldemund stark modifiziert und als „(Schutzgebiet) Wald- und Wiesengürtel“ umgesetzt, der quasi auch einen ersten Wiener Abschluss der 1870 von Josef Schöffel begonnenen Initiativen darstellt.
Aufgrund eines Berichtes von Goldemund richtete Bürgermeister Karl Lueger am 15. Mai 1904 einen Erlass an den damaligen Magistratsdirektor Richard Weiskirchner, in dem neben den Grundlagen für den Wald- und Wiesengürtel festgelegt wurde: „Hiebei ist auch auf die Anlage einer aussichtsreichen, mit Baumreihen versehenen Hochstraße Bedacht zu nehmen“, die von den Wienerwaldhöhen Aussicht auf die Stadt Wien bieten sollte. Gleichzeitig wurde das Stadtbauamt angewiesen ein Projekt auszuarbeiten. Die generellen Plandarstellungen waren Anfang April 1905 fertig. Nach einer ersten Sitzung am 5. Mai beschloss der Wiener Gemeinderat am 24. Mai 1905 im Zuge des Konzepts des „Wald- und Wiesengürtels“ den Bau einer Höhenstraße.
Im Jahre 1907 erwarb die Stadt das schlechtgehende Hotel Schloss Cobenzl. Sie baute daraufhin eine von Grinzing ausgehende „staubfreie Automobilstraße“ mit Serpentinen am Cobenzl für Automobiltouristen, auf der ab 1909 auch Linienbusse verkehrten. Dies war aus Geldmangel lange Zeit das einzige Teilstück, das verwirklicht wurde. Auch nach dem Ersten Weltkrieg blieben die Pläne bestehen. Eine Anleihe aus dem Jahre 1917 für die Grunderwerbungen für den Grüngürtel wurde im Zuge der rapiden Inflation bis 1925 wertlos. Im Jahre 1932 übernahm die Stadt Wien die in Finanznöte geratene Kahlenberg AG (ehemaliger Betreiber der 1922 eingestellten Kahlenbergbahn) samt den Grundstücken und dem Hotel am Kahlenberg, das von den Grundmauern auf umgebaut wurde.
Somit kam auch das Projekt Höhenstraße wieder in Gang, wobei auch der Kampf gegen die Massenarbeitslosigkeit durch Arbeitsbeschaffung eine entscheidende Rolle spielte. Insbesondere im österreichischen Ständestaat wurde der Bau der Höhenstraße bewerkstelligt. Um einen maximalen Arbeitseinsatz zu ermöglichen, wurde der Einsatz von Maschinen stark beschränkt, die Arbeiten wurden Großteils mit primitiven Mitteln bewerkstelligt. Zur Arbeit wurden zunächst Männer des Arbeitsdienstes eingesetzt, die Arbeiten kamen aber erst in Schwung, als der Arbeitsdienst von qualifizierten Firmen abgelöst wurde. 74 Firmen mit 600 Mitarbeitern waren am Bau beteiligt.
Bestehende Vorarbeiten für das Straßenprojekt ließ Bürgermeister Richard Schmitz vom Wiener Stadtbauamt kurzfristig überarbeiten. Der Spatenstich für die Strecke Cobenzl – Kahlenberg erfolgte am 18. Mai 1934 – einen Tag nach der Präsentation dieser flüchtig überarbeiteten Pläne anlässlich der ersten Sitzung der Wiener Bürgerschaft – durch Bundeskanzler Engelbert Dollfuß, obwohl zu diesem Zeitpunkt die Finanzierung noch nicht gesichert war. Am 16. Oktober 1935 wurde die Straße eröffnet. An Dollfuß erinnerte bis 1938 ein vom Architekten Alexander Popp entworfenes und vom Bildhauer Rudolf Schmidt ausgeführtes Denkmal, welches dem heiligen Engelbert geweiht war, an jener Stelle der Höhenstraße, wo auch der Spatenstich stattgefunden hatte. Die Planung und Konzeption erfolgte durch Erich Franz Leischner und Alfred Fetzmann.
Ab 1936 wurde die Autobuslinie von Grinzing über den Cobenzl zum Kahlenberg eröffnet, welche lange Jahre als „S“-Linie zum erhöhten Sondertarif betrieben wurde. Danach folgte bis 1936 der Bau der Strecke Kahlenberg – Leopoldsberg, danach bis 1938 die Strecke Cobenzl – Neuwaldegg. Als letztes Teilstück wurde die Strecke Leopoldsberg – Klosterneuburg 1940 fertiggestellt.
Als erste Straße Österreichs wurde die Höhenstraße ausschließlich für Kraftfahrzeuge und Radfahrer geplant. Für Fußgänger, denen das Begehen der Straße verboten ist, wurden als Ersatz für die nicht vorhandenen Gehsteige begleitend Wanderwege angelegt. Auch der alte und steile Fußweg von der Donau auf den Leopoldsberg wurde im Zusammenhang mit dem Höhenstraßenbau mit Stufen und Aussichtsplätzen ausgebaut.
Wie alle Bauwerke in öffentlichem Besitz stand auch die Höhenstraße unter automatischem Denkmalschutz. Dieser lief mit 1. Jänner 2010 aus, das Bundesdenkmalamt bemühte sich um erneuten Schutz. Streitpunkt waren allerdings die Renovierungskosten. Das Bundesdenkmalamt veranschlagte für eine fachgerechte Renovierung 8,6 Millionen Euro, die Gemeinde Wien schätzte die Kosten einer originalgetreuen Reparatur der gesamten 100.000 Quadratmeter mit Granitkleinsteinbelag versehenen Fahrbahnfläche auf 30 Millionen Euro. In der Cobenzlstraße wurden zwei je 200 Meter lange Testabschnitte in Asphalt- bzw. Pflasterbauweise errichtet.
Der erneute Denkmalschutz musste daher gegen die Stadt Wien vor dem Bundesverwaltungsgericht verhandelt werden. Eine vom Gericht geforderte genaue Vermessung erfolgte, eine Dokumentation per Kameraflug mit Drohne, für die die Straße hätte gesperrt werden müssen, jedoch nicht. Seit Ende November 2019 gibt es ein rechtskräftiges Urteil, wonach einige Teile der Höhenstraße unter Denkmalschutz stehen, insbesondere dort, wo historische Gebäude und Bauwerke oder Aussichtspunkte sind, muss das Pflaster erhalten werden. Seit 2020 scheint die Höhenstraße in den Denkmallisten auf.